# 日清食品ホールディングス
日清食品ホールディングス株式会社（にっしんしょくひんホールディングス、英: NISSIN FOODS HOLDINGS CO.,LTD.）は大阪府大阪市（本店）と東京都新宿区に本社を置き、即席麺を生産する日清食品を中心とする食品グループの持株会社である。

## 概要
即席麺を中心としたインスタント食品、冷凍食品、菓子、シリアル食品、乳酸菌飲料を製造・販売している。日清食品グループの理念は「EARTH FOOD CREATOR」（「食」の可能性を追求し、社会や地球に貢献する）、また同グループのビジョンは「UNITE FOOD POWERS」（「食」の持つ力を結集する）である。グループ全体におけるスローガンとして「もっと「食」を動かそう。」も制定されている。主要子会社として日清食品、明星食品、日清シスコ、湖池屋があり主要取引先は三菱商事、伊藤忠商事となっている。
カップ麺市場を拡大するため海外に進出しており、インド、インドネシア、タイ、オランダ、アメリカ、ブラジルに現地工場を持つ。また味の素と提携しており、インドネシアやタイに合弁会社を設立しているほか、ミャンマーでは現地企業と合弁で進出した。
社名は、「日々清らかに豊かな味をつくる」という創業者・安藤百福の言葉を由来とする。また「日清」の名を冠する日清製粉、日清オイリオとは起源的には無関係であるが原材料の調達等の取引関係があり、僅かながら株式を相互保有している。日清製菓、日清医療食品、日清紡績とは一切無関係である。

## 沿革
- 2008年（平成20年）10月1日 - 持株会社体制に移行。商号を日清食品ホールディングス株式会社に変更。創業50周年、「百福士プロジェクト」が始動。

1. 即席麺事業を2代目日清食品、チルド食品事業を日清食品チルド、冷凍食品事業を日清食品冷凍、業務サポート部門を日清食品ビジネスサポートにそれぞれ分社化。
2. グループ会社を含め、一部本社機能を東京に移転。

- 2011年（平成23年）9月17日 - 神奈川県横浜市中区の横浜みなとみらい21地区に「安藤百福発明記念館」（カップヌードルミュージアム）を開館。
- 2014年（平成26年）3月 - 東京都八王子市戸吹町に新たな研究拠点として「日清食品グループ the WAVE」（「グローバルイノベーション研究センター」「グローバル食品安全研究所」の2拠点）が完成、稼働開始。
- 2016年（平成28年）1月 - ぼんちの株式を追加取得し、ぼんちを連結子会社とする。
- 2017年（平成29年）9月15日 - インスタントラーメン発明記念館（大阪府池田市）を、安藤百福発明記念館 大阪池田（カップヌードルミュージアム 大阪池田）に改称。同時に、安藤百福発明記念館（カップヌードルミュージアム、横浜市）を、安藤百福発明記念館 横浜（カップヌードルミュージアム 横浜）に改称[4]。
- 2020年（令和2年）11月27日 - 湖池屋の株式を追加取得し、湖池屋を持分法適用会社から連結子会社に変更[5]。

## グループ企業

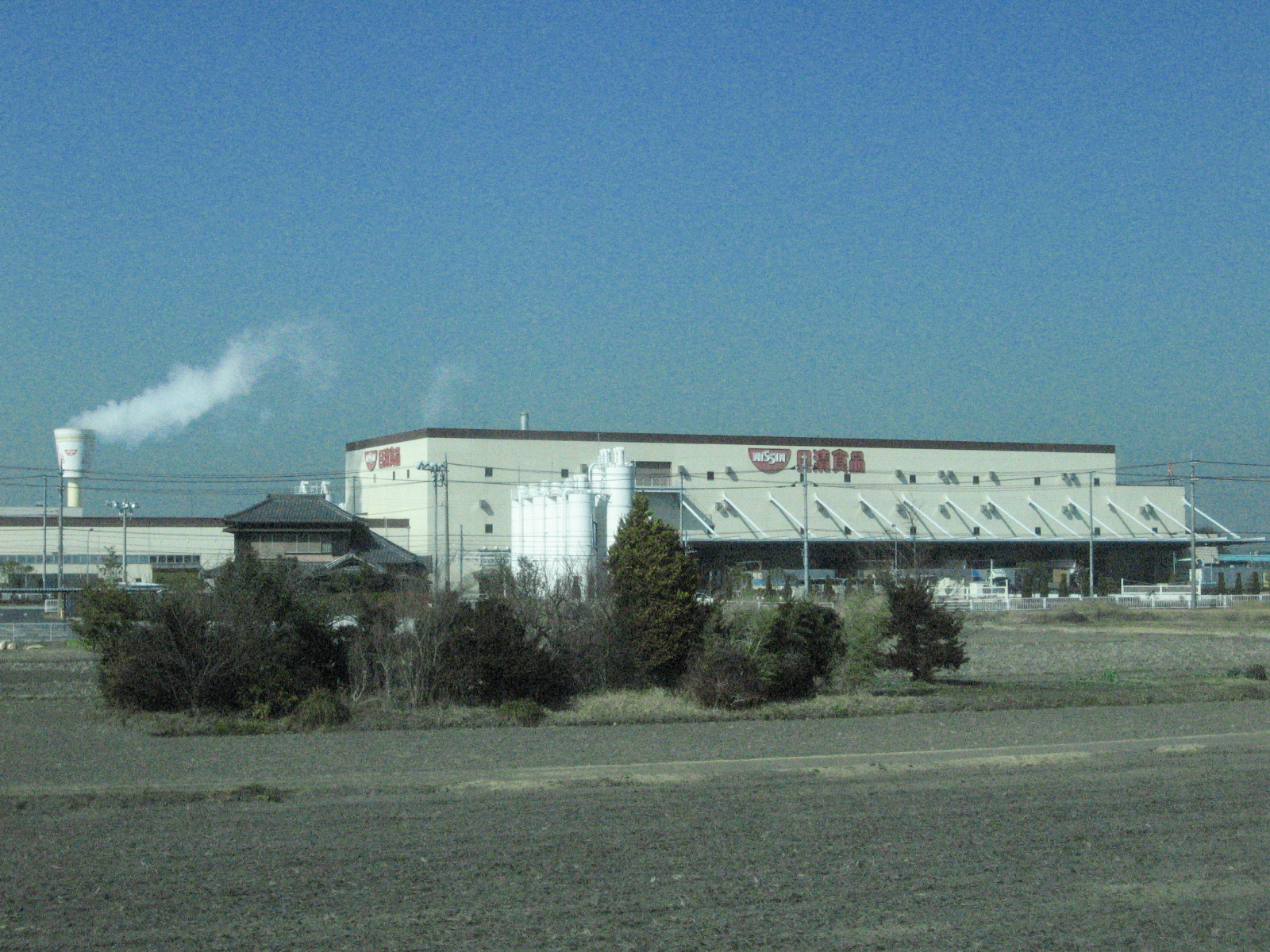
日清食品関東工場（茨城県取手市）

### 常温食品事業
- 日清食品株式会社 - チキンラーメン、カップヌードル、どん兵衛
- 明星食品株式会社 - チャルメラ、一平ちゃん

### 低温食品事業
- 日清食品チルド株式会社 - 冷蔵食品事業
- 日清食品冷凍株式会社 - 冷凍食品事業

### 菓子事業
- 日清シスコ株式会社 - スナック、シリアル菓子などの製造販売
- ぼんち株式会社 - ぼんち揚で有名の米菓、スナック菓子などの製造販売
- 株式会社湖池屋 - スナック菓子などの製造販売

### 飲料事業
- 日清ヨーク株式会社 - 清涼飲料の製造販売

### 機能子会社、その他事業子会社
- 日清食品ビジネスサポートプラス株式会社 - 特例子会社
- 日清食品アセットマネジメント株式会社 - 不動産管理業
- 日清ネットコム株式会社 - ビル管理・食堂経営
- 宇治開発興業株式会社 - ゴルフ場「日清都カントリークラブ」を経営

### 過去のグループ企業
- 日清食品ビジネスサポート株式会社 - 業務サポート。2015年10月1日に日清食品ホールディングスに吸収合併。
- 味の民芸フードサービス株式会社 - 2014年1月にサガミチェーンに売却。

## 研究所
日清食品グループの技術・開発・研究拠点として、2014年（平成26年）3月、「グローバルイノベーション研究センター」と「グローバル食品安全研究所」の2拠点からなる「日清食品グループ the WAVE」が東京都八王子市戸吹町に完成した。「最も進んだフードテクノロジーの波を起こし、その力強い波動を絶え間なく世界中に発信していく」事をミッションに、創業者精神のもと、技術開発と食の安全の研究を進めている。設計は古谷誠章（早稲田大学教授）が担当し、竹中工務店が工事を請け負った。the WAVEは2014年度グッドデザイン賞を受賞している。

## スポーツ協賛事業

### 日清食品グループ陸上競技部
日清食品グループ陸上競技部（東京本社付のためチーム所在地は東京都新宿区）は、1995年（平成7年）2月1日、日清食品（当時）の陸上競技部として創設。諏訪利成（アテネオリンピック男子マラソン6位入賞）、実井謙二郎（アトランタオリンピック男子マラソン日本代表）をはじめ、徳本一善、ジュリアス・ギタヒ、大島健太ら中長距離の有力ランナーを揃え、創設以来全日本実業団対抗駅伝大会（ニューイヤー駅伝）の常連チームとなっていた（2019年（平成31年）まで24年連続24回、東日本地区代表として出場した）。
2010年（平成22年）の第54回全日本実業団対抗駅伝大会において4時間50分7秒のタイムを記録し、出場15回目にして悲願の初優勝を果たした（1区：座間紅祢→2区：ガトゥニ・ゲディオン→3区：佐藤悠基（区間賞）→4区：北村聡→5区：保科光作→6区：徳本一善→7区：小野裕幸（区間賞））。2012年（平成24年）の第56回大会でも、2年ぶり2回目の優勝を果たした（1区：若松儀裕（区間賞）→2区：ガトゥニ・ゲディオン→3区：保科光作→4区：佐藤悠基（区間賞・区間新）→5区：高瀬無量（区間賞）→6区：座間紅祢→7区：安西秀幸）。
2019年1月11日、成績が低迷していた駅伝からの撤退を発表し、2020年東京オリンピックマラソン日本代表選考会となるマラソングランドチャンピオンシップ出場権を獲得した佐藤悠基と村澤明伸を除いた所属する12人の選手に退部を勧告、入社予定だった大学生2人の内定を取り消した。最終的には佐藤・村澤に加え三浦洋希・高瀬無量の2名が残留、他の選手は移籍もしくは引退となった。
コーチの板山学、所属選手の村澤明伸と三浦洋希が退部し所属部員がいなくなるため、2021年3月31日を以って活動を休止することが発表された。

#### チームスタッフ
コーチ
- 板山学

#### 最終所属選手
- 村澤明伸（SGホールディングスに移籍）
- 三浦洋希

#### 過去に所属していた選手
| - 荒井崇 - アロイス・ニジガマ - 安西秀幸 - 大迫傑 - 大島健太 - 大西雄三 - 小川博之 - 小野裕幸 - 皆倉一馬 - ガトゥニ・ゲディオン - 我那覇和真 - 北田初男 - 北村聡 - ゲノ・アルフレッド - 佐々木寛文 - 佐藤慎悟 - 佐藤悠基 - 座間紅祢 - 実井謙二郎 - ジュリアス・ギタヒ - 治郎丸健一 - 諏訪利成 - 高瀬無量 - 高見澤勝 |  | - 田村優宝 - ディク・カレブ - 徳永照 - 徳本一善 - 戸田雅稀 - 中谷圭佑 - 浪岡健吾 - 奈良修 - バルソトン・レオナルド - 廣末卓 - 藤井周一 - 古川敬祐 - 古田哲弘 - 町澤大雅 - 松村拓希 - 丸山敬三 - 武藤健太 - メクボ・ジョブ・モグス - 元村大地 - 矢澤曜 - 矢野圭吾 - 若松儀裕 - 渡邊和也 など |

### 全日本実業団対抗駅伝競走大会（ニューイヤー駅伝）成績
走者 は区間賞。
| 年     | 総合順位 | 1区走者            | 2区走者                | 3区走者              | 4区走者  | 5区走者    | 6区走者            | 7区走者  |
| ------ | -------- | ------------------ | ---------------------- | -------------------- | -------- | ---------- | ------------------ | -------- |
| 1996年 | 14位     | 荒井崇             | 岡部直三               | アロイス・ニジガマ   | 大庭幸治 | 阿久津健   | 実井謙二郎         | 斉藤篤孝 |
| 1997年 | 12位     | アロイス・ニジガマ | 斉藤篤孝               | 荒井崇               | 森田桂   | 阿久津健   | 実井謙二郎         | 小山強志 |
| 1998年 | 6位      | 実井謙二郎         | 卯月達也               | 荒井崇               | 野呂康一 | 斉藤篤孝   | ジュリアス・ギタヒ | 池谷真輝 |
| 1999年 | 9位      | 中村祐二           | 関厚志                 | ジュリアス・ギタヒ   | 池谷真輝 | 国分隆宣   | 実井謙二郎         | 荒井崇   |
| 2000年 | 14位     | 北田初男           | 卯月達也               | 諏訪利成             | 国分隆宣 | 野呂康一   | 荒井崇             | 池谷真輝 |
| 2001年 | 4位      | 北田初男           | 実井謙二郎             | ジュリアス・ギタヒ   | 諏訪利成 | 奈良修     | 池谷真輝           | 大西雄三 |
| 2002年 | 3位      | ジュリアス・ギタヒ | 実井謙二郎             | 諏訪利成             | 小川博之 | 奈良修     | 北田初男           | 板山学   |
| 2003年 | 2位      | 板山学             | 諏訪利成               | ジュリアス・ギタヒ   | 北田初男 | 小川博之   | 徳本一善           | 大西雄三 |
| 2004年 | 3位      | 北田初男           | 諏訪利成               | ジュリアス・ギタヒ   | 池谷寛之 | 徳本一喜   | 奈良修             | 板山学   |
| 2005年 | 3位      | 板山学             | 諏訪利成               | ジュリアス・ギタヒ   | 松村拓希 | 奈良修     | 藤井周一           | 大西雄三 |
| 2006年 | 10位     | 藤井周一           | 諏訪利成               | 板山学               | 徳本一喜 | 実井謙二郎 | ジュリアス・ギタヒ | 大西雄三 |
| 2007年 | 3位      | 松村拓希           | 徳本一喜               | ガトゥニ・ゲディオン | 丸山敬三 | 大島健太   | 板山学             | 大西雄三 |
| 2008年 | 6位      | 板山学             | 徳本一喜               | ガトゥニ・ゲディオン | 佐藤慎悟 | 保科光作   | 大西雄三           | 諏訪利成 |
| 2009年 | 2位      | 北村聡             | ガトゥニ・ゲディオン   | 徳本一喜             | 保科光作 | 座間紅祢   | 藤井周一           | 大西雄三 |
| 2010年 | 優勝     | 座間紅祢           | ガトゥニ・ゲディオン   | 佐藤悠基             | 北村聡   | 保科光作   | 徳本一善           | 小野裕幸 |
| 2011年 | 3位      | 北村聡             | ガトゥニ・ゲディオン   | 保科光作             | 佐藤悠基 | 治郎丸健一 | 板山学             | 小野裕幸 |
| 2012年 | 優勝     | 若松儀裕           | ガトゥニ・ゲディオン   | 保科光作             | 佐藤悠基 | 高瀬無量   | 座間紅祢           | 安西秀幸 |
| 2013年 | 9位      | 北村聡             | バルソトン・レオナルド | 小野裕幸             | 高瀬無量 | 保科光作   | 佐藤悠基           | 安西秀幸 |
| 2014年 | 3位      | 若松儀裕           | バルソトン・レオナルド | 村澤明伸             | 佐藤悠基 | 高瀬無量   | 北村聡             | 小野裕幸 |
| 2015年 | 3位      | 大迫傑             | バルソトン・レオナルド | 佐藤悠基             | 村澤明伸 | 小野裕幸   | 佐々木寛文         | 若松儀裕 |
| 2016年 | 6位      | 若松儀裕           | バルソトン・レオナルド | 佐藤悠基             | 村澤明伸 | 矢野圭吾   | 高瀬無量           | 小野裕幸 |
| 2017年 | 8位      | 戸田雅稀           | バルソトン・レオナルド | 小野裕幸             | 村澤明伸 | 矢野圭吾   | 武藤健太           | 高瀬無量 |
| 2018年 | 15位     | 小野裕幸           | バルソトン・レオナルド | 武藤健太             | 村澤明伸 | 佐々木寛文 | 矢野圭吾           | 佐藤悠基 |
| 2019年 | 16位     | 我那覇和真         | バルソトン・レオナルド | 村澤明伸             | 佐藤悠基 | 高瀬無量   | 武藤健太           | 三浦洋希 |

### その他スポーツ選手との所属・スポンサード契約

#### 個人
- 池田勇太（プロゴルファー　当社所属）
- 辻村明須香（プロゴルファー　スポンサー契約）
- 八村塁（バスケットボール選手　グローバルスポンサード契約[11]）

#### 団体
いずれもスポンサー契約。
- 鹿島アントラーズ
- アルビレックス新潟

#### 過去の所属・スポンサード
- スーパーアグリF1チーム
- 錦織圭（プロテニス選手）[12]
- 綿貫陽介（プロテニス選手）[12]
- 大坂なおみ（プロテニス選手）[12]

### スポーツイベント協賛
- 日本オリンピック委員会（JOC） - オフィシャルパートナー
- 日清食品カップ・全国小学生陸上競技交流大会（日本陸上競技連盟主催）
- 日本プロゴルフ選手権大会「日清カップヌードル杯」
- 日清都カントリークラブ（ゴルフ場、京都府宇治市）
- U18日清食品リーグ バスケットボール競技大会[11]

## 百福士（ひゃくふくし）プロジェクト
日清食品グループ創立50周年を迎えた2008年（平成20年）（本社設立の年でもある）、次の50年に向けて立ち上げた社会・環境活動プロジェクトが「百福士プロジェクト」。これは、創業者・安藤百福が社会活動に熱心だったこともあり、それにちなんだものであり、百福の遺志を次いで今後50年間に合計100の社会貢献活動を行っていくものである。百福士プロジェクトのテーマは「創造」「食」「地球」「健康」「子供たち」の5つが軸となっている。
ちなみに百福士とは、江戸時代から外交使節団の代表を「正使」、その下で働く人を「副使」と呼んだ故事に習って、安藤百福の志を次ぐ日清食品グループ社員を指す。

### 主な活動内容
- アフリカ事業化自立支援・Oishiiプロジェクト
- 自然体験活動指導者養成事業・“あやしいオヤジを、正しいオヤジに変える!”プロジェクト
- チキンラーメン・カン（防災・備蓄用長期保存缶）プロジェクト
- お湯と生きるプロジェクト「インスタントラーメンのお湯でもSTOP温暖化」
- 社員大ボランティア支援プログラム
- 走食系チルドレン育成プロジェクト
- 児童、厨房に入るべし!プロジェクト（食育事業）
- 東北の未来プロジェクト（東日本大震災復興支援事業）
- チキンラーメン&カップヌードル保存缶プロジェクト
- 全日本育麺（イクメン）メニューコンテスト